# دبورا فالابلا
دبورا فالابلا (انگلیسی: Débora Falabella؛ زادهٔ ۲۲ فوریهٔ ۱۹۷۹) هنرپیشه اهل برزیل است.